# Зубков, Александр Юрьевич
Алекса́ндр Ю́рьевич Зубко́в (род. 10 августа 1974 года, Братск, Иркутская область, СССР) — российский бобслеист и саночник, серебряный призёр Олимпийских игр 2006 года в четвёрках и бронзовый призёр Олимпийских игр 2010 года в двойках, чемпион мира 2011 года в двойках, четырёхкратный чемпион Европы. Заслуженный мастер спорта России (2003 — бобслей). Майор ВС РФ (2014). Президент Федерации бобслея России с 2016 по 2019 год. Президент хоккейного клуба «Байкал-Энергия» с декабря 2023 года.
На Олимпийских играх 2014 года в Сочи, где был знаменосцем сборной России на церемонии открытия Игр, выиграл золото в двойках и четвёрках, но затем был лишён обеих наград за применение допинга. 24 ноября 2017 года решением комиссии МОК пожизненно отстранён от участия в Олимпийских играх. 1 февраля 2018 года решением Спортивного арбитражного суда пожизненное отстранение отменено и заменено отстранением на один олимпийский цикл.

## Биография
С 12 лет начал заниматься санным спортом. В течение нескольких лет Александр был учащимся СДЮШОР г. Братска (в настоящее время — СДЮСШОР «Олимп»), в октябре 2002 года перешёл в Школу высшего спортивного мастерства (ШВСМ) г. Иркутска.
Первым тренером спортсмена была Елена Карабанова (санный спорт), вторым — Людмила Антоненко (санный спорт), Павел Васильевич Колоедов (санный спорт, бобслей). Александр Зубков — дважды мастер спорта международного класса: по санному спорту (1994) и бобслею (2000). В 2003 году Зубкову присвоено звание «Заслуженный мастер спорта России». На протяжении последних 23 лет является членом сборных команд России по санному спорту (1990—1999) и бобслею (1999—2014).
4-кратный призёр чемпионатов мира 2003, 2005 и 2008 годов, вице-чемпион Олимпиады 2006 года в Турине в экипажах четвёрок, неоднократный чемпион Европы.
7-кратный обладатель Кубка мира по бобслею:
- в экипажах четвёрок (2004/05, 2005/06, 2008/09, 2011/12 и 2012/13),
- в комбинированном зачёте двоек и четвёрок (2008/09),
- в экипажах двоек (2010/11).

До того, как заняться бобслеем, Зубков был саночником, становился чемпионом мира среди юниоров и участвовал в Олимпиаде-1998 в Нагано, где занял 20-е место на одноместных санях. Занимался санным спортом с 1984 по 1999 год. Лучшие результаты в санном спорте показал в 1990-е годы:
1990 — Первенство СССР — 1 м. (1-мест.),
1991 — Кубок СССР — 1 м. (2-мест.),
1992 — Кубок СНГ — 1 м. (2-мест.), 2 м. (1-мест.),
1995 — Кубок России — 1 м. (2-мест.).
В 1994, 1997, 1999 годах становится чемпионом России в одноместных санях.
В 1994 году в двухместном экипаже с Данилом Чабаном становится чемпионом мира по санному спорту среди молодежи в Австрии (г. Иглс).
С 1999 по 2014 год Зубков занимался бобслеем. Лучшие результаты в этом виде спорта:
- 2000 — Чемпионат мира по боб-стартам — бронза (4-мест.), чемпионат России — серебро (2-мест.), золото (4-мест.),
- 2001 — Чемпионат мира по боб-стартам — бронза, чемпионат России — золото (2-мест.), серебро (4-мест.),
- 2002 — XIX зимние Олимпийские игры, Солт-Лейк-Сити (США) — 16-е место (4-мест.), 18-е (2-мест.),
- 2003 — Чемпионат мира, Лейк-Плэсид (США) — 3-е место,
- 2014 — двукратный чемпион XXII зимних Олимпийских игр в Сочи (лишён наград в 2017).

В 2005 году экипаж-четвёрка в составе Александра Зубкова (пилот), Сергея Голубева, Алексея Селиверстова и Дмитрия Стёпушкина (разгоняющие) становится победителем Кубка мира (7 этапов); в двухместном бобе Зубков и Стёпушкин занимают 3-е место.
27 февраля 2005 года в г. Калгари (Канада) на чемпионате мира экипаж становится вторым. Это высшее достижение российских бобслеистов на чемпионатах мира.
10-11 декабря 2005 года в г. Иглс (Австрия) на третьем этапе Кубка мира стал победителем в двухместном экипаже и серебряным призёром в четырёхместном экипаже.
В 2005 году признан лучшим спортсменом года Иркутской области.
28-29 января 2006 года Александр Зубков и Алексей Воевода выиграли заключительный этап Кубка мира по бобслею, установив новый рекорд трассы в немецком Альтенберге. В итоговой классификации Кубка мира Александр стал серебряным призёром. В четырёхместном экипаже Зубков стал победителем в общем зачете Кубка мира по бобслею.
В 2006 году на Олимпийских играх в Турине стал серебряным призёром в четверке по бобслею.
В 2010 году на Олимпийских играх в Ванкувере стал бронзовым призёром в двойке по бобслею.
В августе 2010 года, получив предложение от губернатора Иркутской области занять пост министра физической культуры, спорта и молодежной политики Иркутской области, объявляет о завершении спортивной карьеры, но через два месяца покидает пост министра и возвращается в большой спорт.
По итогам Кубка мира сезона 2010/2011 впервые в карьере стал победителем в соревнованиях двоек. В четвёрках занял третье место. В комбинированном зачёте двоек и четвёрок показал второй результат.
На чемпионате мира 2011 года впервые в истории российского бобслея выиграл золотую медаль в двойках.
5 февраля 2014 года был выбран в качестве знаменосца сборной России на церемонии открытия Олимпийских игр в Сочи.
17 февраля 2014 года  получил золото в соревнованиях двоек (вместе с Алексеем Воеводой) на Олимпийских играх в Сочи (лишён в 2017).
23 февраля 2014 года  получил золото в соревнованиях четверок на Олимпийских играх в Сочи (лишён в 2017).
В октябре 2014 года в возрасте 40 лет заявил о завершении спортивной карьеры и о намерении стать тренером.
2 июня 2016 года был избран президентом Федерации бобслея России (ФБР). Переизбран на должность президента 17 июля 2018 года. 22 января 2019 Президиум ФБР принял временную отставку Зубкова, в связи с возможными санкциями, которые могли бы последовать в отношении Федерации бобслея России, в случае продолжения его деятельности на посту президента организации, со стороны Международной федерация бобслея и скелетона (IBSF), принявшей решение о дисквалификации Зубкова до декабря 2020 года за нарушение антидопинговых правил на Играх 2014 года.
8 сентября 2019 года принял участие в выборах мэра г. Братска в качестве кандидата от партии «Справедливая Россия» и занял второе место с результатом 16,73% голосов.
4 декабря 2023 года Александр Зубков назначен на пост президента хоккейного клуба «Байкал-Энергия».

## Дисквалификация
24 ноября 2017 года решением Международного олимпийского комитета, за нарушение антидопинговых правил, лишён двух золотых медалей Олимпийских игр 2014 года в Сочи и пожизненно отстранён от участия в Олимпийских играх.
1 февраля 2018 года Спортивный арбитражный суд (CAS) своим вердиктом оставил в силе решение МОК о лишении золотых медалей Игр 2014 года, но отменил пожизненное отстранение и отстранил спортсмена только на предстоящие зимние Олимпийские игры в Пхенчхане.
В июне 2018 года Зубков обжаловал это решение в Мосгорсуде, который в ноябре того же года отказал в признании решения CAS на территории России. Тем самым на территории России Зубков де-юре считается олимпийским чемпионом и может сохранять пожизненную  президентскую стипендию для олимпийских медалистов.
13 декабря 2018 года Международная федерация бобслея и скелетона приняла решение о временном отстранении Зубкова, завершившего карьеру Воеводу, а также троих российских бобслеистов от соревнований (для Зубкова — запрет на посещение соревнований под эгидой IBSF), а 16 января 2019 года Международная федерация бобслея и скелетона вынесла решение о дисквалификации Зубкова до декабря 2020 года, с запретом деятельности на посту президента Федерации бобслея России.

## Награды и спортивные звания
- Орден «За заслуги перед Отечеством» IV степени (24 февраля 2014) — за большой вклад в развитие физической культуры и спорта, высокие спортивные достижения на XXII Олимпийских зимних играх 2014 года в городе Сочи[24][25];
- Орден Дружбы (22 февраля 2007) — за большой вклад в развитие физической культуры и спорта, высокие спортивные достижения[26];
- Медаль ордена «За заслуги перед Отечеством» II степени (5 марта 2010) — за большой вклад в развитие физической культуры и спорта, высокие спортивные достижения на Играх XXI Олимпиады 2010 года в Ванкувере[27];
- Медаль «За воинскую доблесть» II степени (Минобороны, 2014) — за большой вклад в развитие физической культуры и спорта, высокие спортивные достижения на XXII Олимпийских зимних играх 2014 года[1];
- Медаль «За отличие в военной службе» I степени (Минобороны, 2017)[28];
- Орден Славы III степени (Мордовия, 2014)[29];
- Почётный гражданин Братска (28 августа 2006)[30];
- Заслуженный мастер спорта России (2003);
- Мастер спорта России международного класса — дважды (1994 — санный спорт; 2000 — бобслей).